# Вулиця Софії Русової (Чернігів)
Вулиця Софії Русової — вулиця у Деснянському районі міста Чернігова. Пролягає від проспекту Миру — площі Дружби Народів до вулиці Мстиславська, історично сформована місцевість (район) Ковалівка.
Примикає вулиця П'ятницька.

## Історія
Вулиця прокладена у першій половині 19 століття. Вулиця Борковського позначена на «Плані Чернігова 1908 року». Згідно з планом міста 1908 року, вулиця була тупиковою між сучасними вулицями Мстиславська та Гонча. Забудова розпочалася від Шосейної вулиці. У першій половині 20 століття вулицю було продовжено на схід у напрямку річки Стрижень до сучасної Гончої вулиці.
1927 року вулиця Борковського — на честь чернігівського полковника Війська Запорізького Василя Касперовича Дуніна-Борковського — перейменована на вулиця 9 січня — на згадку про 9 січня 1905 року «Криваву неділю».
Завершення вулиці (довжиною 280 м) між вулицями Мстиславська та Гонча наприкінці 1980-х років було ліквідовано та забудовано кварталом багатоповерхової житлової забудови. Початок вулиці також був перетворений на площу Дружби народів та бульварну частину сучасного проспекту Миру — зі збереженням нумерації, що починається з № 5 та 6.
31 січня 2007 року вулиця отримала сучасну назву — на честь українського педагога, прозаїка, літературознавця та громадської діячки Софії Федорівни Русової, згідно з рішенням Чернігівської міської ради від 1 листопада 2006 року.

## Забудова
Вулиця з проспектом Миру та вулицею В'ячеслава Чорновола утворює площу Дружби Народів .
Початок вулиці парна та непарна сторони зайняті садибною забудовою, завершення вулиці зайнято частково садибною забудовою та кварталом багатоповерхової (9-поверхові будинки) житловою забудовою.
|                                                                               |                                                                            |                                                                                           |
| початок вулиці: праворуч історичні будинки № 13 (дерев'яний) та 15 (цегляний) | початок вулиці: зліва історичні будинки № 13 (дерев'яний) та 15 (цегляний) | після примикання П'ятницької вулиці: праворуч історичні будинки № 21/77 та 23 (дерев'яні) |

Тут селилися переважно люди середнього достатку, які зводили невеликі одноповерхові будинки з горизонтальною лінією карнизів (№ 15, 19, 21/77, 23, 25, 26) або двома декоративними фронтонами по краях головного фасаду (№ 11, 12, 17, 20). Будинки № 17, 19, 20, 26 не збереглися. Чергування різних фасадів надає силуету забудови своєрідного хвилеподібного руху. Серед дерев'яних будинків виділяються два цегляні (№ 13 та 15). Перший має центрично-осьову композицію головного та бічних фасадів із трикутними фронтонами та напівциркулярними віконними створами в них, прикрашеними з боків півколонами. Другий — приклад будівлі на «житлових льохах» — має цокольний поверх розрізаний 7 лучкової форми віконними створами, а перший поверх, виходячи до внутрішнього планування, розділений на 2, 1 і 4 вікна пілястрами.
Установи: ні.
Є низка значних і пересічних історичних будівель, що є пам'ятниками архітектури чи історії : садибні будинки № 9, 11, 12, 13, 15, 21/77, 23.